# Place Croix-Paquet
La place Croix-Paquet est une place du quartier des pentes de la Croix-Rousse dans le 1er arrondissement de Lyon, en France. Elle est délimitée par la rue du Griffon, la rue des Capucins et la montée Saint-Sébastien. Cette place fait partie de la zone classée au patrimoine mondial de l'UNESCO.

## Histoire

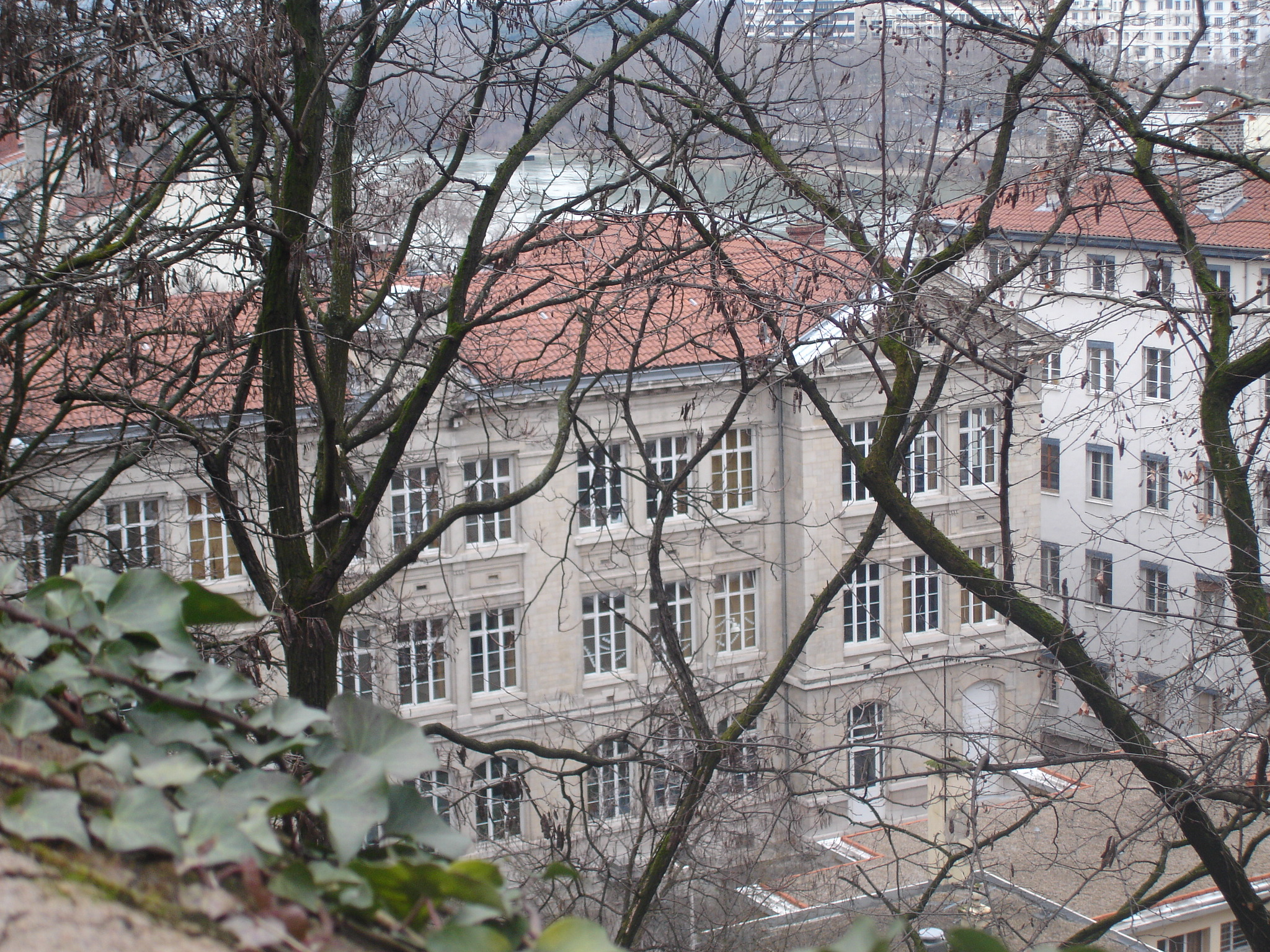
Lyon vu depuis la place Croix-Paquet.

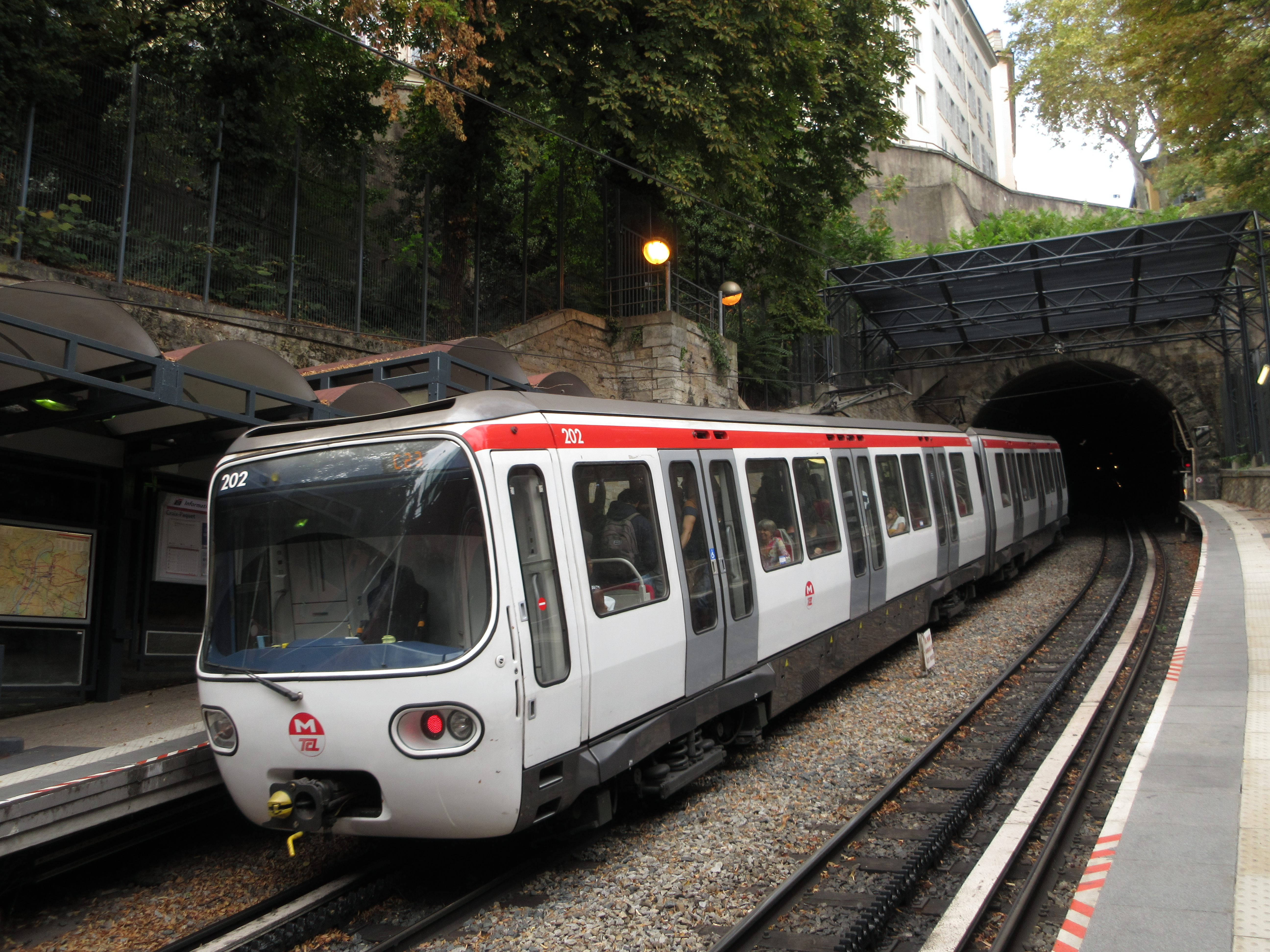
Ligne C du métro entrant dans la station Croix-Paquet.

Une croix y a été érigée en 1628 par le marchand Jean Paquet (aussi orthographié Pâquet) alors propriétaire de la maison à l'intersection de la montée Saint-Sébastien et de la rue René-Leynaud,. Cette croix a remplacé la Croix des Rameaux, laquelle avait été précédemment par les Calvinistes en 1562. La croix n'existe plus, mais la place a conservé la même forme depuis le XVIIe siècle.
Cette place a reçu plusieurs noms durant son histoire : elle a été autrefois nommée place des Rameaux (1745) puis place du Séminaire (1810), mais aussi Croix du Griffon, puis place du Compère, puis place de la Croix des Rempeaux. Dans les premières années du XVIIIe siècle, les pénitents de Notre Dame de Lorette érigèrent une chapelle qui fut vendue au sculpteur Joseph Chinard, puis fut  remplacée par un immeuble. Le Grand Séminaire se trouvait à la place maintenant occupée par les jardins bordant la rue d'Alsace-Lorraine. Parmi les personnages célèbres qui vivaient dans le rue sont les designers Jaley (1788), Mathieu Durand (1810) et le savant lyonnais Paul Saint-Olive (1872-1879).
Le 12 avril 1891 est inaugurée la station du funiculaire montant à Croix-Rousse, remplacé en 1974 par le métro (ligne C).
C'est sur cette place que se joue l'arrestation de Jean Moulin le 21 juin 1943. Ce dernier devait aller avec André Lassagne à Caluire-et-Cuire pour une réunion désignant le successeur du général Charles Delestraint arrêté en juin. Il informe Henri Aubry, prétendant au poste comme Jean Moulin, deux jours avant par la phrase : « Sois place Croix-Paquet, lundi 21 juin à 13h45, en cette gare inférieure de la Ficelle, je t'y retrouverai pour t'emmener à la réunion prévue ». Aubry invite René Hardy au même endroit, lequel est suivi par l'agent double Madame Deletraz, missionnée par Klaus Barbie pour le suivre. Jean Moulin sera arrêté dans la journée à la Maison du docteur Dugoujon.

## Description

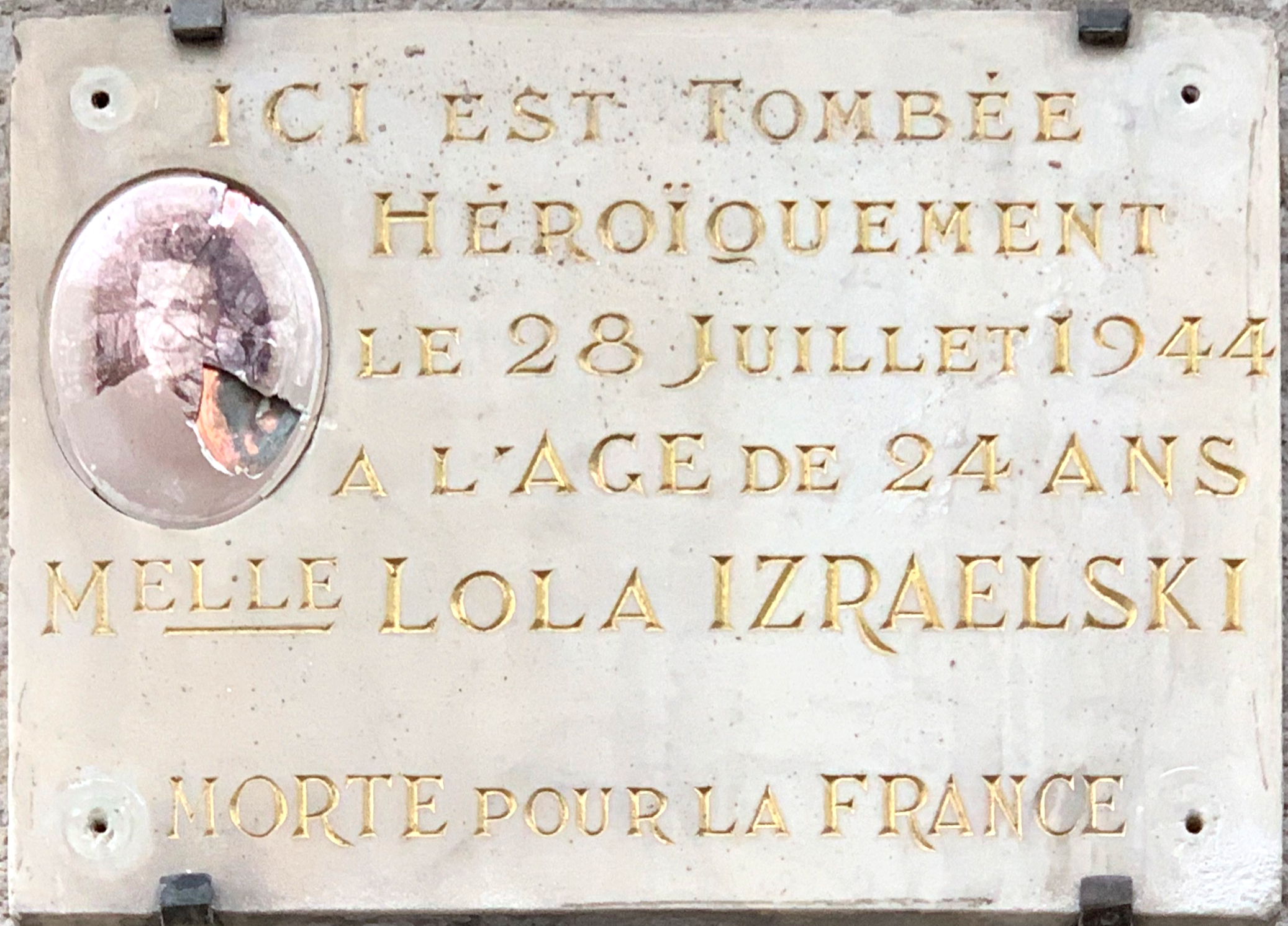
Plaque rendant hommage à Lola Izraelski.

La place ressemble plus à un carrefour qu'à une vraie place et illustre le concept ancien de platea, « large rue » en latin. Elle est fréquentée par les piétons et par des véhicules à moteur de toutes sortes, car elle est située sur un axe majeur d'accès aux différents quartiers du 4e arrondissement de Lyon.
La place est délimitée au sud par deux blocs de maisons anciennes et est reliée par des traboules à la petite rue des Feuillants et à la place du Griffon. Au n°1, une traboule angulaire traverse deux bâtiments, avec une simple maison au rez-de-chaussée, une porte en bois avec un heurtoir et une cour sombre. La Cour du Moirage au n°3 était une industrie qui s'est installée en 1753 par l'anglais John Badger à la demande du duc de Mirepoix, ambassadeur de France à Londres, et est devenue maintenant une traboule directe avec un bâtiment huppé. Au n°5, une longue traboule s'étend sur trois bâtiments, et se compose d'une petite cour puis d'une cour plus grande pavée de têtes de chats, et possède deux sorties latérales, et une sortie directe par un passage massif à quatre colonnes dans le style du Passage Thiaffait Le n°10 est isolé dans un jardin et des vestiges d'arches montrent qu'il faisait à l'origine partie d'un bloc au pied de la montée Saint-Sébastien.
Il y a de nombreux magasins sur la place, dont des épiceries, un coiffeur, un médecin, un psychologue, une agence immobilière, une pharmacie, un restaurant, une laverie.
Le jardin de Croix-Paquet, d'une superficie de 7 367 m2, contient : des érables de Cappadoce et du Japon, des cèdres de l'Atlas et des féviers épineux, et est le lieu de nombreuses activités organisées par la ville. Plusieurs réaménagements ont été entrepris dans les années 2000 : en 2000, le jardin d'enfants Michel Servet a été agrandi sur sa partie nord ; par ailleurs, des travaux étaient prévus pour 2003. Au-dessus de la station de métro, plusieurs escaliers donnent accès aux rues environnantes.
Une plaque rend hommage à Lola Israelski, abattue par les Allemands le 28 juillet 1944 au numéro 5,.